# Grotenburg
Grotenburg este un munte cu altitudinea de 386 m deasupra n.m. situat în sud-estul regiunii Teutoburger Wald, lângă Detmold, landul Renania de Nord-Westfalia, Germania. Grotenburg a devenit cunoscut prin monumentul Hermann de pe acest munte.